# Henri Rapaport
Pour les articles homonymes, voir Rapaport.
Henri Rapaport, né le 20 avril 1914 à Paris et mort le 12 février 2014 à Ivry-sur-Seine, est un militant socialiste, résistant et journaliste français.

## Biographie
Henri Rapaport est  né le 20 avril 1914 à Paris. Il est pupille de la Nation. Son père est mort en 1915, au champ d'honneur.

## Instituteur
En 1938, il est instituteur. Il est militant des Étudiants socialistes et des Jeunesses socialistes, puis de la Fédération des étudiants révolutionnaires.

### Résistance
Il refuse le cachet « juif » sur sa carte d'identité.
Il entre dans la Résistance en 1940, et devient membre de Libération-Sud, sous le nom de Jacques Rives. Il va à Limoges en avril 1941, puis à Toulouse.